# Agricultores del Norte 2.ª Sección
Agricultores del Norte 2.ª Sección es una localidad del municipio de Balancán ubicado en la subregión de los Ríos del estado mexicano de Tabasco.

## Geografía
La localidad se ubica a 48.2 kilómetros (en dirección este) de la localidad de Balancán de Domínguez, la cabecera y lugar más poblado del municipio. Se sitúa en las coordenadas geográficas 17°55′22″N 91°05′55″O / 17.922778, -91.098611, a una elevación de 57 metros sobre el nivel del mar.

## Demografía
Según el Conteo de Población y Vivienda 2020, efectuado por el Instituto Nacional de Estadística y Geografía, la localidad de Agricultores del Norte 2.ª Sección tiene 140 habitantes, de los cuales 73 son del sexo masculino y 67 del sexo femenino. Su tasa de fecundidad es de 2.82 hijos por mujer y tiene 39 viviendas particulares habitadas.
| Gráfica de evolución demográfica de Agricultores del Norte 2.ª Sección entre 1970 y 2020 |
|                                                                                          |
| INEGI.                                                                                   |